# ブリアナ・ブレンディ
ブリアナ・ブレンディ（Briana Brandy、1990年 - ）は、アメリカ合衆国オハイオ州カントン出身のプロレスラー。ミュージシャン。WWE所属。WWEでのリングネームはB-ファブ （B-Fab）。

## 来歴

### WWEトライアウト参加
ブレンディは2017年の夏にWWE のトライアウトに参加した。2019年8月28日に、WWEがブランディと契約を結んだことが報告された。

### NXT
2019年、ブレンディは12月5日のライブイベントでデビューし、タイナラとタッグマッチを成功させ、カタリナ・ガルシアとリタ・レイスのチームに勝利した。2020年2月28日のライブイベントでケイデン・カーターに敗れた。ブレンディは、リングネームをB-ファブと改名し、5月18日、新しいユニット、ヒット・ロウを結成。9月14日、カトリーナ・コルテスを破ったが、9月28日、エレクトラ・ロペスに敗れた。だが、11月10日ファブは、解雇された。

### WWE
2021年10月4日、ファブは、2021 WWEドラフトで、スマックダウンに指名されたが、11月18日に解雇された。

### WWE (復活)
2022年8月12日、ファブは、ヒット・ロウのメンバーと共にスマックダウンに復活した。

## 得意技
- ネックブリーカー

立っている相手の後方から相手と背中合わせになり、相手の後頭部を掴み自らの肩の上に乗せ、そのまま相手を倒しながら自らの背中をマット上に倒し、その衝撃で相手の頭部へダメージを与える

## 入場曲
- Now You Know
- Best Of Best 現在使用中